# Eres mi héroe
Eres mi héroe es una película española dirigida por Antonio Cuadri.

## Argumento
Ramón (Manuel Lozano) es un niño de trece años que llega a Sevilla en 1975. Es una edad difícil porque empiezan los cambios físicos y de forma de pensar... Su padre cambia frecuentemente de empleo, y cada año viven en una ciudad diferente, por lo que siempre se encuentra con los mismos problemas al cambiar de colegio. No es un adulto, pero tampoco es un niño, se encuentra en la etapa de la adolescencia y eso le provoca distintos tipos de preguntas... 
Paralelamente España está viviendo grandes cambios, muere Franco y comienza la transición a la democracia.

## Comentarios
La película se rodó en Sevilla durante siete semanas. Para llevarla a los años 1970 se tuvo que hacer una gran recreación de la ciudad de Sevilla ya que esta es muy diferente a la de 1975 por la reforma de la ciudad de 1992.

## Premios
- Al mejor director en el Festival de cine de Peñíscola.